# Бокас дел Торо (провинция)
Бокас дел Торо (на испански: Bocas del Toro) е една от 10-те провинции на централноамериканската държава Панама. Столицата ѝ е едноименният град Бокас дел Торо. Площта ѝ е 4657 квадратни километра и има население от 179 990 души (по изчисления за юли 2020 г.).